# Palästina – Frieden, nicht Apartheid

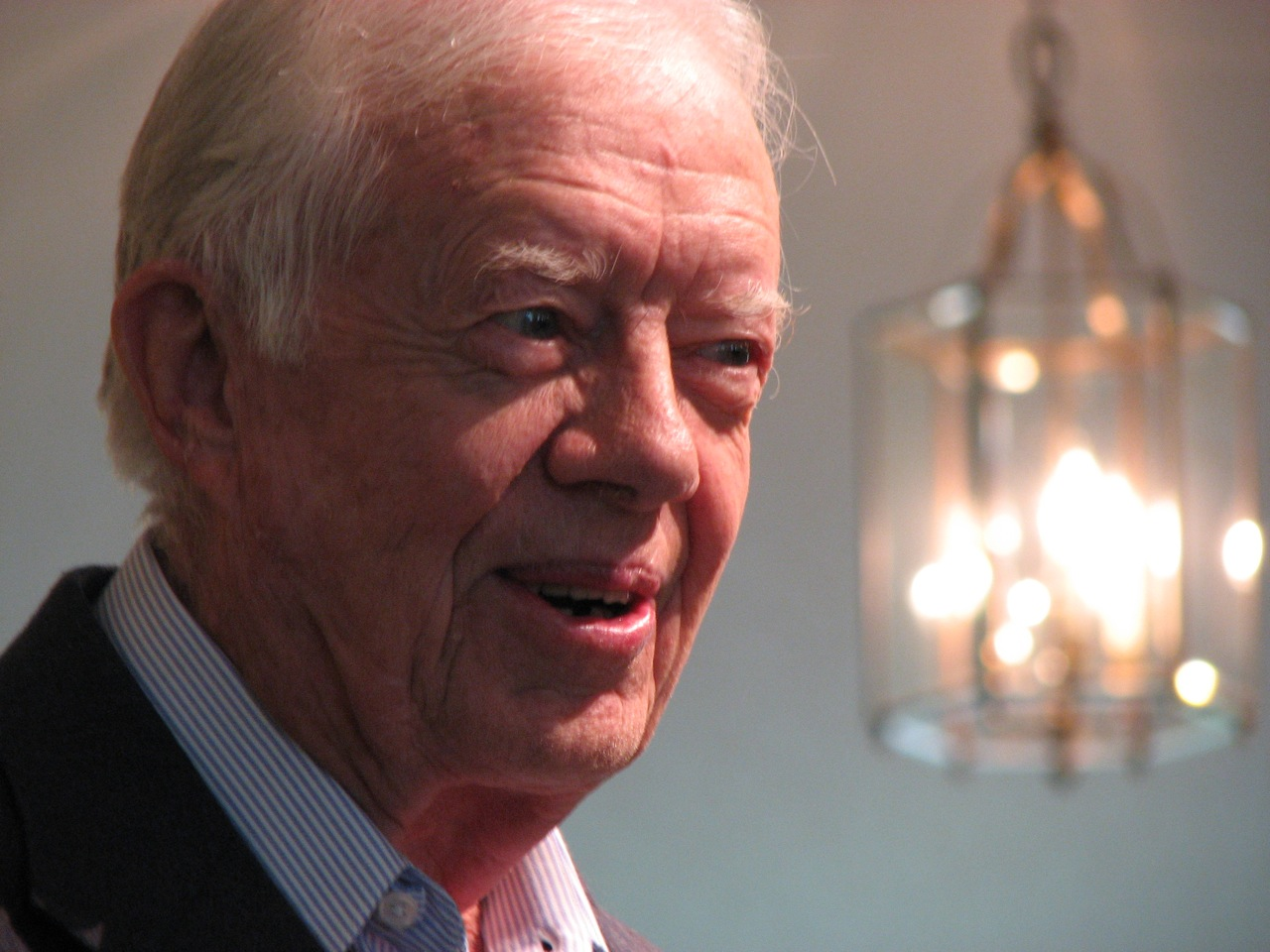
Jimmy Carter im Jahr 2007

Palästina – Frieden, nicht Apartheid (Originaltitel: Palestine Peace Not Apartheid) ist der Titel eines Buchs von Jimmy Carter, das im November 2006 erschien. Es beinhaltet Carters Sichtweise des Nahostkonflikts und des damaligen Friedensprozesses (Oslo-Abkommen, Genfer Initiative).

## Inhalt
Carter schildert autobiografisch seine Begegnungen mit israelischen und arabischen Politikern und er kommentiert seine eigene Amtszeit und jene von Ronald Reagan, George H. W. Bush, Bill Clinton und George W. Bush in Bezug auf die ausgeführte Nahostpolitik. Das Buch enthält neun Karten und auf den ersten Seiten einführend eine kurze chronologische Auswahl historischer Ereignisse beginnend mit Abraham, Moses und David. Carter bezeichnet die Politik Israels in den besetzten Gebieten des Westjordanlands als „System der Apartheid“. „Zwei Völker sitzen auf demselben Land, jedoch komplett voneinander getrennt. Die völlig dominierenden Israelis unterdrücken Gewalt, indem sie die Palästinenser ihrer grundlegendsten menschlichen Grundrechte berauben“ (im Original: a system of apartheid, with two peoples occupying the same land but completely separated from each other, with Israelis totally dominant and suppressing violence by depriving Palestinians of their basic human rights). Als hauptsächlichen Zweck des Buches gab Carter an, die Fakten über den Nahen Osten darzustellen, um die Diskussion neu anzuregen und zu helfen, dass Friedensgespräche wieder beginnen, damit es endlich zu einem Frieden zwischen Israel und seinen Nachbarn kommt.

## Reaktionen
Nachdem das Buch in den US-amerikanischen Massenmedien zunächst wenig beachtet worden war, entbrannte im Dezember 2006 in den USA eine heftige Kontroverse um Carters Buch, in dem er Israel die Hauptschuld für den ungelösten Nahostkonflikt/Israelisch-Palästinensischen Konflikt gibt. Während er die Vorgehensweise Israels als unmenschlich und völkerrechtswidrig bezeichnet, beschuldigt er sein eigenes Land der unkritischen Parteinahme für die Interessen Israels. Mehrere Persönlichkeiten des öffentlichen Lebens sowie Vertreter verschiedener Organisationen distanzierten sich von Carters Thesen und unterstellten ihm Einseitigkeit und fehlerhafte Angaben.
Einige Kritiker warfen Carter vor, er verharmlose den Holocaust, weil er diesen in seinem Buch nur zweimal flüchtig erwähnt und die Lebensumstände der Palästinenser öffentlich als „eines der schlimmsten Beispiele für den Raub von Menschenrechten“ in der Welt bezeichnet habe. So hat Carter in der einleitenden Chronologie der „wichtigsten Ereignisse, die zum aktuellen Stand der Dinge führten“ (im Original: „[...] a few of the important events, that have led to the existing state of affairs“), den Zweiten Weltkrieg und den Holocaust einfach ausgelassen. Damit unterstütze Carter, so die Kritiker, die Leugnung des Holocaust. Der Harvard-Jurist Alan M. Dershowitz nannte das Buch „ahistorisch“ und der Nahost-Experte David Makovsky sagte, er sei „tief betrübt“, da er „so viele Fehler“ darin gefunden habe. Kenneth W. Stein, Politologe an der Emory-Universität in Atlanta, trat Ende 2006 als Mitarbeiter des Carter Center für Menschenrechte in Atlanta zurück und schrieb in einem offenen Brief, Carters Buch sei „gespickt mit Sachfehlern, abgeschriebenem Material, Banalitäten, krassen Auslassungen und erfundenen Passagen“.
Yossi Beilin, einer der profiliertesten Linkspolitiker Israels und ehemaliges Mitglied der Knesset, führte in The Forward aus, viele Probleme, die Carter beschreibe, seien in der israelischen Gesellschaft längst Thema. Den Apartheid-Vergleich Carters empfinde er als „inakzeptabel“; er könne jedoch als Warnung verstanden werden, dass ein fortdauernder Konflikt die Gräben in der Gesellschaft immer mehr vertiefen würde.
In der Los Angeles Times behauptete Carter, es komme „einem politischen Selbstmord gleich, wenn sich ein Politiker für eine ausgewogene Haltung im Nahostkonflikt einsetzt“. In einem CNN-Interview sprach er gar von einer „ungeheuren Einschüchterung in unserem Land, welche die Presse mundtot macht“ (im Original: tremendous intimidation in our country that has silenced the media).
Für seine Behauptung in dem Buch, die palästinensischen Gruppen würden Selbstmordanschläge und terroristische Aktivitäten beenden, sobald der internationale Friedensfahrplan, die Roadmap, von Israel akzeptiert werde, entschuldigte sich Carter später und bezeichnete diesen Satz als „falsch und dumm“.